# Сланина
Сланина је врста сушеног меса, направљеног од свињског меса. Осушена је помоћу велике количине соли у расолу или у сувом паковању. Тим поступком се добија свежа сланина. Тако добијена свежа сланина може још да се, кува или дими у пушници. Кувана сланина је спремна за јело, али може бити још кувана пре јела.
По неким истраживањима, ако се једе умерено, сланина може да има позитиван утицај на здравље. Наиме, скоро половина масноћа из сланине чине моносатурисане масноће које се могу наћи и у маслиновом уљу, а за које се показало да снижавају холестерол. Такође, научници истичу да свакодневна конзумација сланине за собом носи теже последице по здравље.
Сланина се такође користи за печење и динстање, посебно дивљачи, укључујући срнетину и фазане, а такође се може користити за изолацију или ароматизирање спојева печења тако што се наноси на месо. Енглески назив је изведен од протогерманског *bakkon, што значи „месо за леђа“.
Месо других животиња, као што су говедина, јагњетина, пилетина, козетина или ћуретина, такође се може сећи, сушити или на неки други начин припремати да личи на сланину, а може се чак и називати тако, на пример, „ћурећа сланина”. Таква употреба је уобичајена у областима са значајним јеврејским и муслиманским становништвом, јер обе религије забрањују конзумацију свињског меса. Вегетаријанске сланине као што је „сојина сланина” такође постоје.

## Припрема и димљење
Пре појаве јефтиног и широко распрострањеног вештачког хлађења у модерној ери, сушење меса било је неопходно за његово безбедно дугорочно очување. Међутим, укус дат месу притом и продужени рок трајања које је нудило постали су веома цењени, и иако сушење генерално више није неопходно у развијеном свету, оно је и даље у широкој употреби.
Сланина се припрема кроз процес убризгавања или намакања у саламури, познатим као мокро сушење, или трљање сољу, познато као суво усољавање. Саламура сланине има додане састојке, пре свега нитрите или нитрате, који убрзавају усољавање и стабилизују боју. Усољена сланина се затим може сушити недељама или месецима на хладном ваздуху, или се може димити или кувати. Свежа и сушена сланина се типично кува пре јела, често пржењем у тигању. Кувана сланина је спремна за јело, као и димљена сланина, али се може додатно пржити пре јела. Различити укуси се могу постићи употребом различитих врста дрвета, или мање уобичајених горива као што су шапурина или тресет. Овај процес може трајати до осамнаест сати, у зависности од интензитета жељеног укуса. Домаћица из Вирџиније (1824), за коју се сматра да је једна од најранијих америчких кувара, не даје никакве назнаке да се сланина икада не дими, иако не даје савете о укусима, напомиње само да треба пазити да ватра не постане превише врућа.
Сланина се разликује од остале усољене свињетине по разликама у комадима коришћеног меса и у саламури или сувом паковању. Историјски гледано, термини „шунка” и „сланина” су се односили на различите комаде меса који су били саламурени или паковани идентично, често заједно у истом бурету. Данас се шунка дефинише као да долази из задњег дела свиње, а саламура посебно за усољавање шунке укључује већу количину шећера, док је сланина мање слатка, иако се састојци као што су смеђи шећер или јаворов сируп користе за укус. Сланина је слична сланој свињетини, која се у модерно доба често припрема од сличних комада, али се сланина никада не дими и има много већи садржај соли.
Ради безбедности, сланина се може третирати да би се спречила трихинелоза, коју изазива Trichinella, паразитски ваљкасти црв који се може уништити загревањем, замрзавањем, сушењем или димљењем. Натријум-полифосфати, као што је натријум трифосфат, такође се могу додати да би се производ лакше секао и да би се смањило прскање када се сланина пржи у тигању.

## Резови
Врста сланине се разликује у зависности од примарног комада свињског меса од којег се припрема, што одражава локалне преференције.
- Бочна сланина, или пругаста сланина, долази из свињског трбуха.[9][1] Има дугачке наизменичне слојеве масти и мишића који иду паралелно са кором.[9][12] Ово је најчешћи облик сланине у Сједињеним Државама.[9]
  - Панчета је италијански облик сланине са стране, који се продаје димљен или недимљен (акуа). Обично се умотава у цилиндре након сушења и познат је по јаком укусу.[9][1]
- Леђна сланина садржи месо из слабина у средини леђа свиње.[9][13] То је мршавији рез, са мање масти у поређењу са сланином са стране.[1] Већина сланине која се конзумира у Уједињеном Краљевству и Ирској је леђна сланина.[9][14]
- Сланина оковратника се узима са задњег дела свиње близу главе.[9][15]
- Кућна сланина се прави од немасног меса свињске лопатице без кости која се обично везује у овални облик.[9]
- Гројничка сланина су усољени и димљени свињски образи.[16] Гуанчале је италијанска сланина од гројника која је зачињена и сушена, али није димљена.

Укључивање коже са комадом сланине, познате као 'кора сланине', варира, мада је мање уобичајено у свету енглеског говорног подручја.

## Широм света

### Аустралија и Нови Зеланд
Најчешћи облик који се продаје је средишња сланина, која укључује део пругастог, масног дела бочне сланине, заједно са делом леђне сланине. Као одговор на повећање свести потрошача о исхрани, неки супермаркети такође нуде засебно део за слабине. Ово се продаје као кратко резана сланина и обично је нешто скупља од средишње сланине. Обе варијанте су обично доступне са уклоњеном кожом.

### Канада
У Канади, термин сланина сам по себи се обично односи на сланину са бока. Леђна сланина у канадском стилу је посно исечена са свињског бута који има околне масти. Пимил сланина је недимљена задња сланина, влажна и обложена фино млевеним кукурузним брашном (историјски гледано, била је уваљана у млевени, сушени грашак); популарна је у јужном Онтарију. Сланина се често једе за доручак, као што су доручак са куваним јајима или палачинкама. Јаворов сируп се често користи као арома при сушењу сланине у Канади.

### Немачка
Нека значења сланине преклапају се са термином Speck на немачком језику. Немци користе израз сланина експлицитно за Frühstücksspeck („шпецк за доручак“) што су сушене или димљене свињске кришке. Традиционални немачки нарезак даје предност шунки у односу на сланину, међутим Вамерл (свињски стомак на жару) остаје популаран у Баварској.
Мале коцке сланине (зване грибен или грамерлн у Аустрији и јужној Немачкој) биле су прилично важан састојак разних јужнонемачких јела. Користе се за додавање укуса супама и салатама и за шпек кнедле и разна јела од резанаца и кромпира. Уместо да се код куће припремају од већих кришки, недавно су се у немачким малопродајним објектима продавали готови као брза храна као Baconwürfel („коцке сланине“).

### Јапан
У Јапану се сланина (ベーコン) изговара као „бекон“. То је сушено и димљено трбушно месо као у САД, и продаје се у регуларним или преполовљеним комадима. Сланина у Јапану се разликује од оне у САД по томе што се месо не продаје сирово, већ је прерађено, претходно кувано и има конзистенцију попут шунке када се кува. Неосушен, исечен свињски стомак, познат као бара (バラ), веома је популаран у Јапану и користи се у разним јелима (нпр. јакитори и јакинику).

### Велика Британија и Ирска
Леђна сланина је најчешћи облик у Великој Британији и Ирској и уобичајено је значење израза „сланина”. Танка кришка сланине позната је као рашер; око 70% сланине се продаје у том облику. Доступни су и јако подрезани резови који се састоје само од месног ока, познатог као медаљон. Све врсте могу бити недимљене или димљене. Нормалан бочни пресек у Америци је познат као „стрики сланина“, а постоји и дуги рез, заобљен на себи, познат као „средња сланина“, која је на једном крају леђна сланина, а на другом пругаста, као и ређи одресци. Сланина се такође продаје и служи као зглобовна, обично кувана, динстана или печена, или у дебљим комадима који се називају котлети или одресци. Обично се једу као део других оброка.
Сланина се може припремати на неколико начина, и може бити димљена или недимљена; недимљена сланина је позната као „зелена сланина“. Пржене или печене сланине на жару укључене су у „традиционални“ пуни доручак. Топли сендвичи са сланином су популарно јело у кафићима широм Уједињеног Краљевства и Републике Ирске, и анегдотски се препоручују као лек за мамурлук.
Сланина се често служи са јајима и кобасицама као део пуног енглеског доручка.

### Сједињене Државе
Сам израз сланина се генерално односи на бочну сланину, која је најпопуларнија врста сланине у продаји у САД. Леђна сланина је позната као „канадска сланина“ или „сланина у канадском стилу“, и обично се продаје претходно кувана и нарезана на дебеле кришке. Америчке сланине укључују сорте димљене хикоријем, мескитом или јабучним дрветом и аромама као што су јавор, смеђи шећер, мед или меласа. Страна нерезане сланине је позната као „слаб сланине”.
Прописи USDA признају сланину као „прерађену“ само ако је третирана синтетичким нитритима или нитратима (нпр. натријум нитратом или калијум нитратом). То значи да сланина осушена нитритима добијеним из целера или цвекле (која има исти хемијски исход) мора бити означена као „несушена“ и са напоменом као што је „нема додавања нитрата или нитрита осим оних који се природно јављају у целеру“. Постоји и сланина у продаји неосушена нитритима из било ког извора.

## Историја
Засољени свињски стомак се први пут појавио у Кини. У средњеенглеском термин сланина се односио на сву свињетину генерално. Пре индустријске револуције, сланина се углавном производила на локалним фармама и у домаћим кухињама. Прва светска комерцијална фабрика за прераду сланине отворила је у Вилтширу током 1770-их година под управом Џона Хариса.

## Пример за употребу
- Кувана јаја са сланином
- Зец шпикован са сланином